# 2026년 지중해 게임
2026년 지중해 게임(이탈리아어: Giochi del Mediterraneo 2026)은 제20회 지중해 게임으로 2026년 8월 21일부터 9월 3일까지 이탈리아 타란토에서 열릴 예정이다. 

## 종목
올림픽 종목 23개와 올림픽에 채택되지 않은 종목 2개가 진행될 예정이다.

## 참가국
- 이탈리아 (개최국)

## 메달 집계
개최국
| 순위 | 국가 | 금메달 | 은메달 | 동메달 | 합계 |
| ---- | ---- | ------ | ------ | ------ | ---- |
| 1    |      |        |        |        |      |
| 2    |      |        |        |        |      |
| 3    |      |        |        |        |      |
| 4    |      |        |        |        |      |
| 합계 |      |        |        |        |      |